# Аураты
Аура́ты — общее название солей трёхвалентного золота, в которых золото входит в состав аниона.
Образуются, как правило, при воздействии растворимыми основаниями на гидроксид золота(III) Au(OH)3.
Отличаются низкой устойчивостью, легко разлагаются при нагревании.
Хорошо растворимы в воде аураты щелочных металлов, и их растворимость растёт по мере увеличения размера катиона. В водном растворе могут давать анионы [Н2АuО3]-, [HAuO3]2-, [AuO3]3-. Ограниченно растворимыми являются аураты Mg, Ca, Sr, Ba, Тl(I).